# Amauris ellioti
Amauris ellioti är en fjärilsart som beskrevs av Butler 1895. Amauris ellioti ingår i släktet Amauris och familjen praktfjärilar. Inga underarter finns listade i Catalogue of Life.